# Río Tuparro
Le río Tuparro est une rivière de l'est de la Colombie et un affluent de la rive gauche de l'Orénoque. Cette rivière a donné son nom au parc national naturel El Tuparro.